# 金盾暗沙

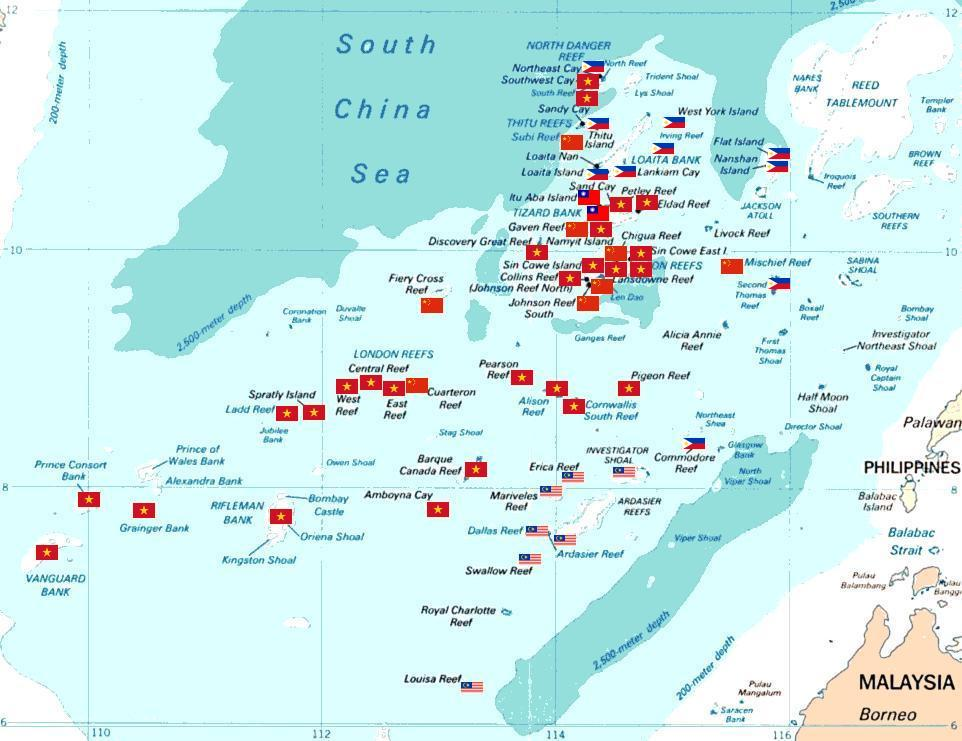
南沙諸島の実効支配状況

金盾暗沙（英語：Kingston Shoal）は、南沙諸島の南薇灘の南にある暗沙である。深さは10.9メートル。
1998年からベトナムがこの暗沙を実効支配しているが、中華人民共和国と中華民国（台湾）も主権を主張している。